# Kafue-Talsperre
Die Kafue-Talsperre (englisch Kafue Gorge Dam) ist eine Wasserkraftanlage in Sambia.

## Nutzung
Der Stausee des Kafue dient der Stromerzeugung und der Bewässerung. Die anfängliche Leistung des Wasserkraftwerks betrug 600 MW, seit dem Ausbau 1972 beträgt sie 900 MW. Der Fluss führt im Jahresdurchschnitt eine Wassermenge von 280 m³/s.
Vom Wasserdurchfluss dienen:
- 215 m³/s der Stromerzeugung (ZESCO),
- 8,3 m³/s der Bewässerung von staatlichen Zuckerrohrfeldern (Zambia Sugar Company),
- 2,4 m³/s der Bewässerung von privaten Zuckerrohrfeldern,
- 4,5 m³/s der Industrie und privaten Haushalten (Lusaka Urban District Council),
- 25,0 m³/s dem ökologisch notwendigen konstanten Durchfluss.

## Konzept
Der Kafue-Staudamm ist wegen seiner eigenen geringen Speicherkapazität eingebunden in ein System von mehreren Dämmen. Dazu gehören der vorgelagerte Itezhitezhi-Damm im Kafue-Nationalpark, der neben einer Stromerzeugung von 80 MW mit seiner Speicherkapazität von 4.925 Mio. m³ für den kontinuierlichen Zufluss zur Kafue-Talsperre gedacht ist, und der in Planung befindliche, der Kafue-Talsperre nachgelagerte Untere-Kafue-Schlucht-Damm, der die noch vorhandenen 200 m Höhenunterschied zur Stromerzeugung nutzen soll. Geplant sind 750 MW. Die Anlage soll 2019 in Betrieb gehen.

## Politik
Der Bau der Talsperren am Kafue hat politische Ursachen. Sambia wollte in der Energiegewinnung unabhängig werden von der Kariba-Talsperre, die es damals mit dem weißen Rhodesien teilte. Da die Gewinnung von Kupfer sehr energieintensiv ist, fürchtete Sambia um seine Staatseinnahmen.

## Abmessungen
Über die Größe der Wasserfläche des Kafue-Stausees besteht Unklarheit. Die Fläche ist deutlich kleiner als die des benachbarten Itezhitezhi-Stausees, der eine Fläche von 340 bis 370 km² hat. Die in vorhandenen Quellen angegebenen 340 km², 809 km² oder rund 1000 km² können nicht stimmen. Die tatsächliche Wasserfläche laut Satellitenbild könnte etwa 20 km² betragen.